# Anopsicus facetus
Anopsicus facetus is een spinnensoort uit de familie trilspinnen (Pholcidae). De soort komt voor in Costa Rica. 